# IEEE 1284

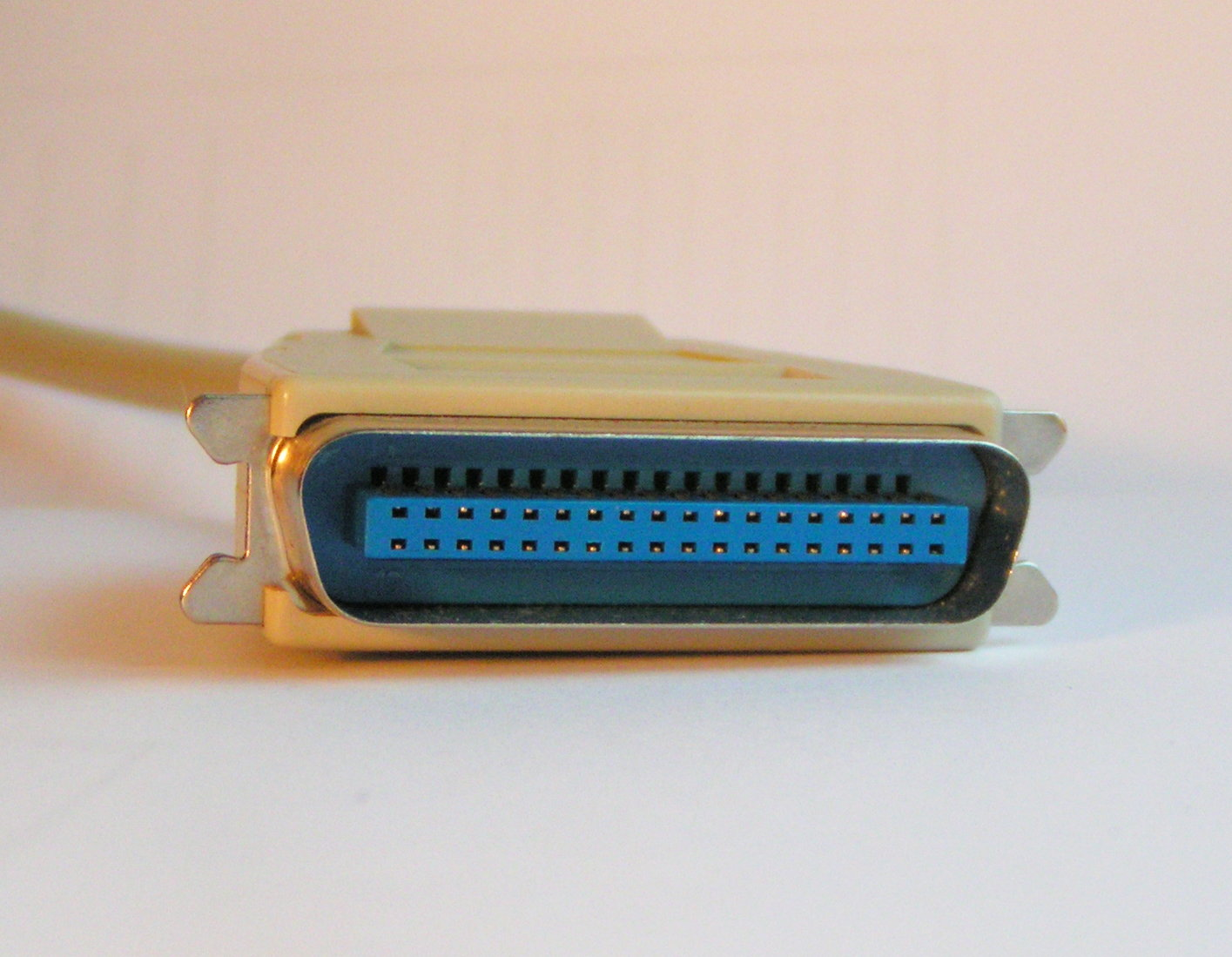
Un connector mascle IEEE 1284 de 36 pins per a impressora Centronics.

IEEE 1284 és un estàndard que defineix comunicacions paral·leles bidireccionals entre ordinadors i altres dispositius.

## Història

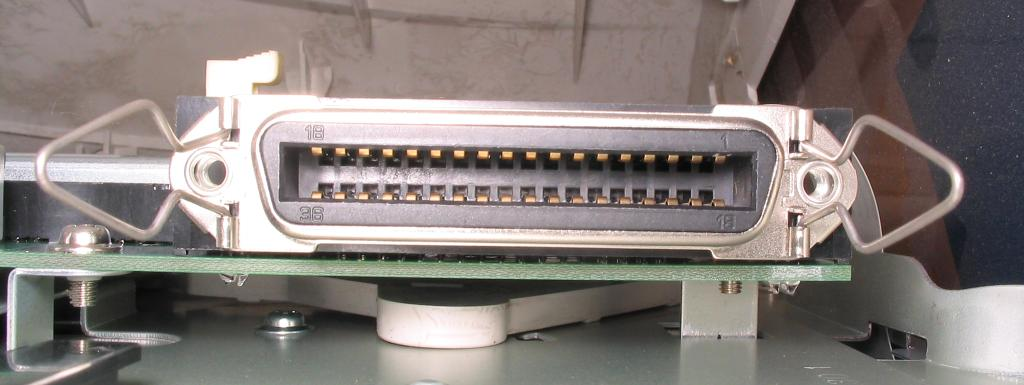
Un connector femella IEEE 1284 de 36 pins en una placa de circuit.

A la dècada del 1970, Centronics va desenvolupar el port paral·lel d'impressora ara familiar que aviat es va convertir en un estàndard «de facto». La norma es va convertir en no estàndard mentre han estat desenvolupades versions millorades de la interfície, com la implementació HP Bitronics llançada el 1992. El 1991, la Network Printing Alliance va ser creada per desenvolupar un nou estàndard. El març de 1994, l'especificació IEEE 1284 va ser alliberada.

## Informació general

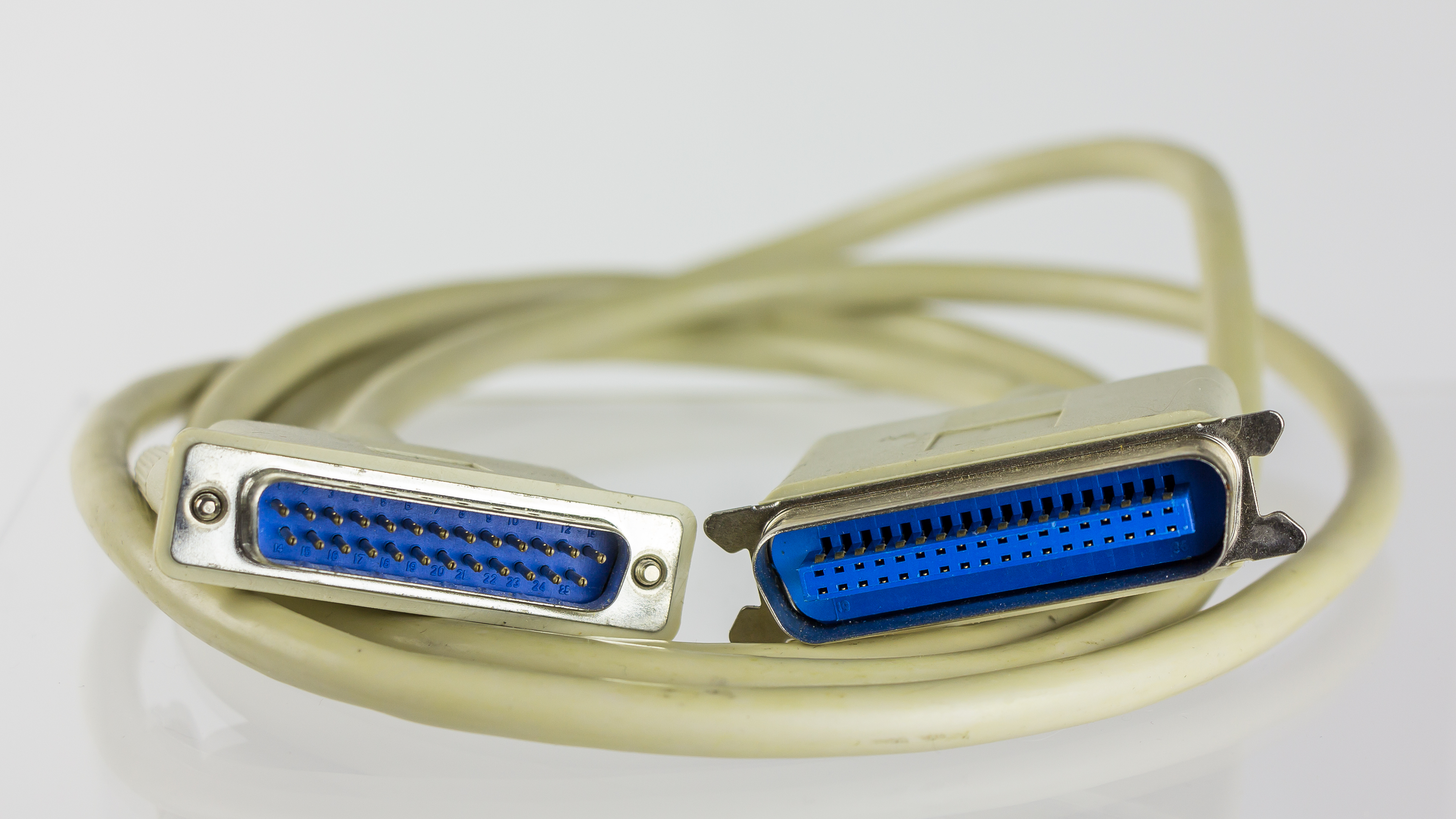
Un cable d'impressora IEEE 1284 compatible, amb connectors Centronics DB-25 i de 36 pins.

La norma IEEE 1284 permet un rendiment més ràpid i flux de dades bidireccionals amb un rendiment màxim teòric de 4 megabytes per segon; el rendiment real és d'uns 2 megabytes, depenent de maquinari. A nivell de la impressora, això permet una impressió més ràpida i l'estat i gestió del canal de retorn. Atès que la nova norma va permetre al perifèric retornar grans quantitats de dades al servidor, els dispositius que havien utilitzat prèviament interfícies SCSI es podrien produir a un cost molt menor. Això incloïa escàners, unitats de cinta, discs durs, xarxes d'ordinadors connectades directament via interfície paral·lela, targetes de xarxa i altres dispositius. Ja no s'exigia que el consumidor adquirís una costosa targeta SCSI: simplement podrien utilitzar la seva interfície paral·lela. Aquests dispositius de baix cost van servir de plataforma per catapultar la interfície USB, molt més ràpida, a la seva actual popularitat, desplaçant als dispositius paral·lels. Tanmateix, la interfície de port paral·lel continua sent molt popular en la indústria d'impressores, amb desplaçament per USB només en els models per a consumidors finals.

## Les normes IEEE 1284
- IEEE 1284-1994: Mètode de senyalització estàndard per una interfície perifèrica paral·lela bidireccional per a ordinadors personals;[6]
- IEEE 1284.1-1997: Interfície de transport independent d'impressora/sistema, un protocol per al retorn de configuració i l'estat de la impressora;[7]
- IEEE 1284.2: Estàndard per a proves, mesures i compatibilitat amb IEEE 1284 (no aprovat);
- IEEE 1284.3-2000: Interfície i extensions de protocol per perifèrics i adaptadors host compatibles amb IEEE 1284 - un protocol per permetre l'ús compartit del port paral·lel per múltiples perifèrics (connexió en cadena);[8]
- IEEE 1284.4-2000: Lliurament de dades i canals lògics per interfícies IEEE 1284 - permet que un dispositiu va transmetre intercanvis múltiples i simultànies de dades.[9]